# 長胸柱蜥魚
長胸柱蜥魚（学名：Sudis atrox）為輻鰭魚綱仙女魚目帆蜥魚亞目魣蜥魚科的一種，分布於東太平洋及大西洋海域，深度30-2250公尺，體長可達12.5公分，棲息在表中層水域，生活習性不明。